# Будагян, Георгий Ервандович
Георгий Ервандович Будагян (15 октября 1899, Баку — 1978, Ереван) — армянский советский композитор и дирижёр. Народный артист Армянской ССР (1954).

## Биография

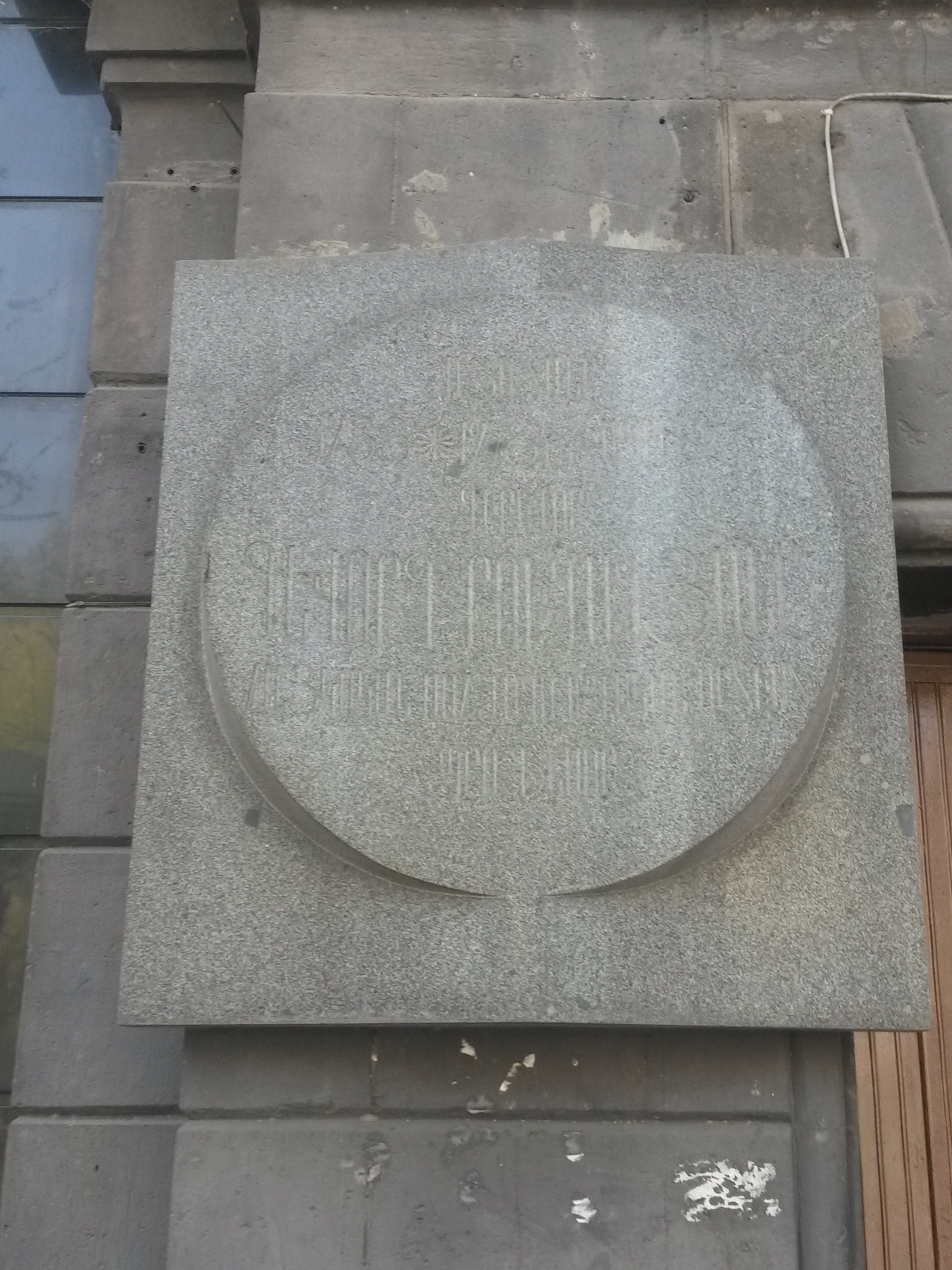
Мемориальная доска в Ереване. Ул. Туманяна, 27

Родился 15 октября 1899 года в Баку.
В 1929 году окончил Московскую консерваторию по классу дирижирования К. С. Сараджева. С 1929 года ст. преподаватель, с 1934 доцент, с 1950 профессор Ереванской консерватории. Член КПСС с 1942 года. В 1949—1958 гг. — проректор, 1958—1960 гг. — зав. кафедрой истории и теории музыки. Под его редакцией вышло академическое издание полного собрания сочинений А.Спендиарова.
1932—1958 гг. — один из основателей и дирижёр Театра оперы и балета имени А. А. Спендиарова. Первый музыкальный постановщик оперы «Алмаст», которой в 1933 году открылся театр. Г.Будагян создал балет «Хандут» (либретто А.Гулакяна и Л.Лавровского по мотивам эпоса «Давид Сасунский») на основе музыки А.Спендиарова (1945).
Награждён орденом «Знак Почёта» (04.11.1939) — «за выдающиеся заслуги в деле развития армянского театрального и музыкального искусства».
Умер 1978 году в Ереване.

## Память
Мемориальная доска в Ереване (улица Абовяна).